# 霍梅茨
49°53′32″N 24°56′54″E / 49.89222°N 24.94833°E
霍梅齊（烏克蘭語：Хомець），是烏克蘭西部的村莊，隸屬利維夫州的佐洛奇夫區。該村面積0.12平方公里，海拔高度275米，2001年人口26，人口密度每平方公里224.14人。